# Fuerzas Armadas de Osetia del Sur
Las Fuerzas Armadas de Osetia del Sur, con unos 2500 soldados, forman el Ejército Nacional de la República de Osetia del Sur, no reconocida internacionalmente. El ministro de Defensa es Vladimir Puchayev y el Jefe del Estado Mayor es Viktor Fedorov. El Ejército osetio tiene alrededor de 2500 soldados en activo y 13 500 reservistas. El equipamiento antes del conflicto de 2008 incluía 15 tanques, 24 piezas de artillería de tanques, 6 lanzacohetes, 12 obuses, 30 morteros, 10 cañones antiaéreos, 4 helicópteros y 52 vehículos blindados.

## Historia

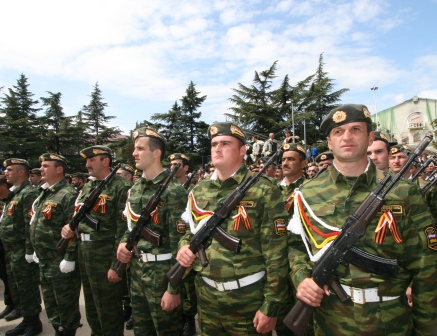
Miembros de las Fuerzas Armadas de Osetia del Sur durante un desfile en Tsjinvali en mayo de 2009.

### Independencia

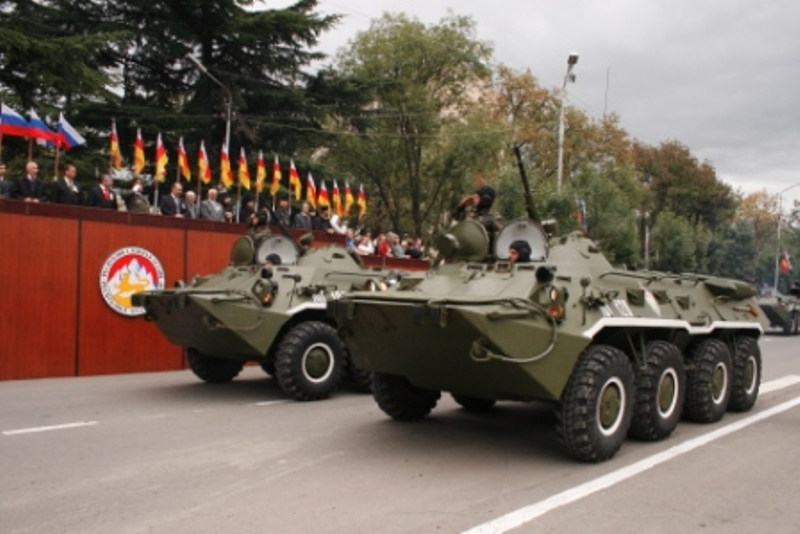
Vehículos blindados de combate en un desfile, en septiembre de 2009, en conmemoración de la declaración de independencia en Tsjinvali.

El 20 de septiembre de 1990, Osetia del Sur se declaró independiente como República Democrática Soviética. Las milicias georgianas marcharon hacia la zona, mientras que las tropas soviéticas intervinieron del lado de los osetios del sur. En diciembre de 1990, se declaró el estado de emergencia en Osetia del Sur. El 1 de septiembre de 1991, la zona pasó a llamarse República de Osetia del Sur. El 6 de septiembre de 1991, Georgia, bajo la presidencia de Zviad Gamsakhurdia, rompió relaciones oficiales con la Unión Soviética. El 25 de noviembre de 1991, se formaron milicias osetias para defender la capital, Tsjinvali. El 25 de noviembre de 1991, el Soviet Supremo de Georgia levantó el estado de emergencia en Osetia del Sur y tres días después Osetia del Sur se declaró independiente de nuevo. Las unidades de la milicia de Osetia del Sur lucharon contra las tropas georgianas hasta que se desplegó una fuerza de mantenimiento de la paz en 1992. Los diversos planes de paz no lograron resolver el conflicto.

### Guerra ruso-georgiana
La guerra ruso-georgiana en 2008 comenzó con combates abiertos entre soldados del ejército georgiano y unidades de la milicia de Osetia del Sur en julio de 2008. La guerra se intensificó la noche del 8 de agosto, cuando las unidades georgianas iniciaron una ofensiva para recuperar el control de toda la región. Las tropas rusas intervinieron entonces desde el Cáucaso septentrional, hicieron retroceder al ejército georgiano y avanzaron hacia el corazón del país. Cuando se alcanzó el alto el fuego el 12 de agosto, un total de alrededor de 850 personas habían muerto y entre 2.500 y 3.000 habían resultado heridas. Las tropas rusas siguen estacionadas en Osetia del Sur hoy en día y controlan de facto la zona.

### Integración de fuerzas

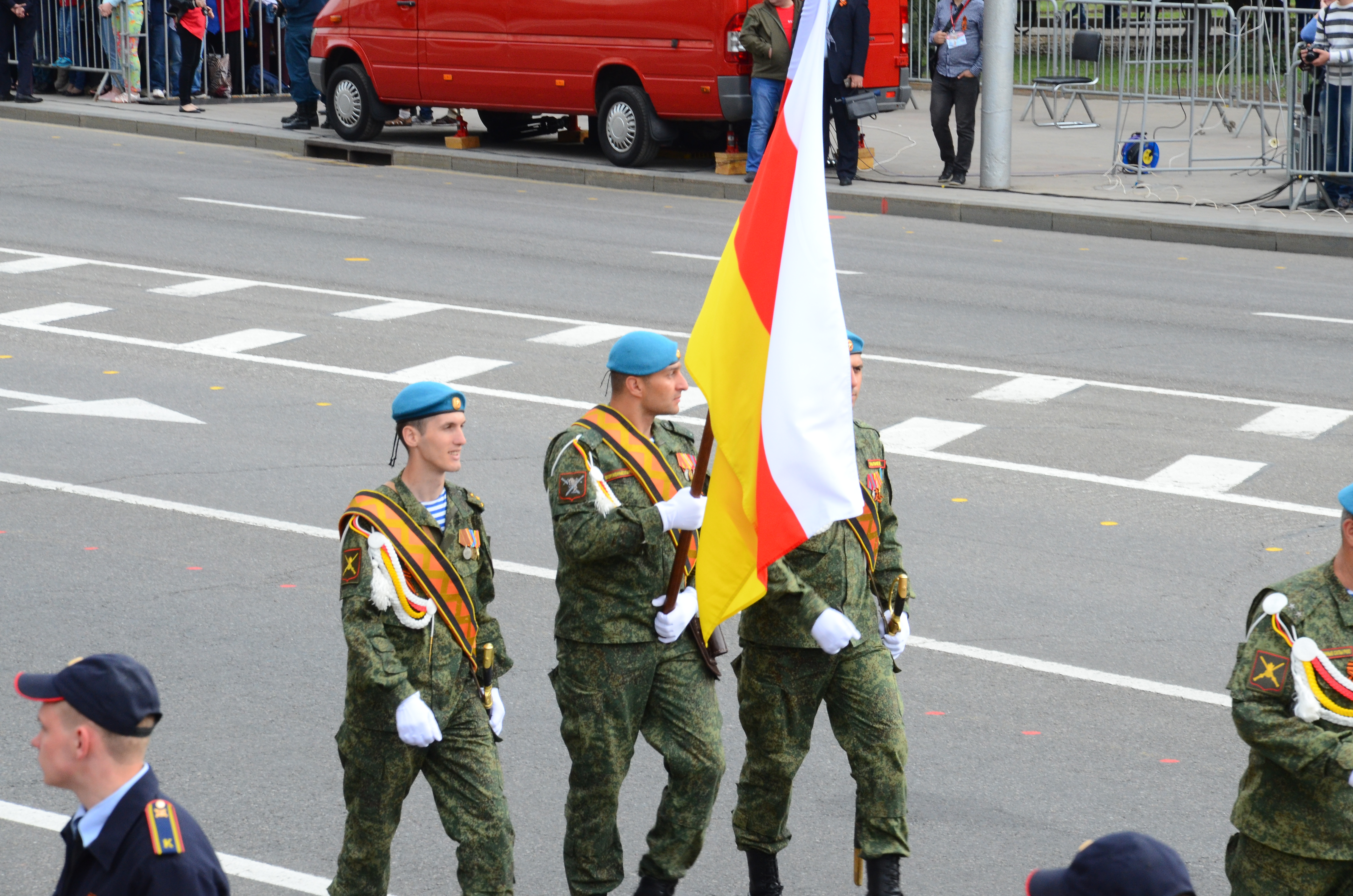
Guardia de color de Osetia del Sur, en un desfile en Donetsk, en 2018.

En 2015, el parlamento de Osetia del Sur decidió integrar las fuerzas armadas en el Ejército ruso, decisión que fue rechazada por el presidente Leonid Tibilov y el ministro de Defensa Ibrahim Gasseev. En su lugar, se propuso la anexión como una unidad separada. En 2017, el ministro de Defensa ruso Serguéi Shoigú y Gasseev acordaron poner partes de las fuerzas armadas de Osetia del Sur bajo el mando del ejército ruso. Las fuerzas armadas de Osetia del Sur en 2017 se incorporaron parcialmente a las Fuerzas Armadas de Rusia.

### Bases rusas

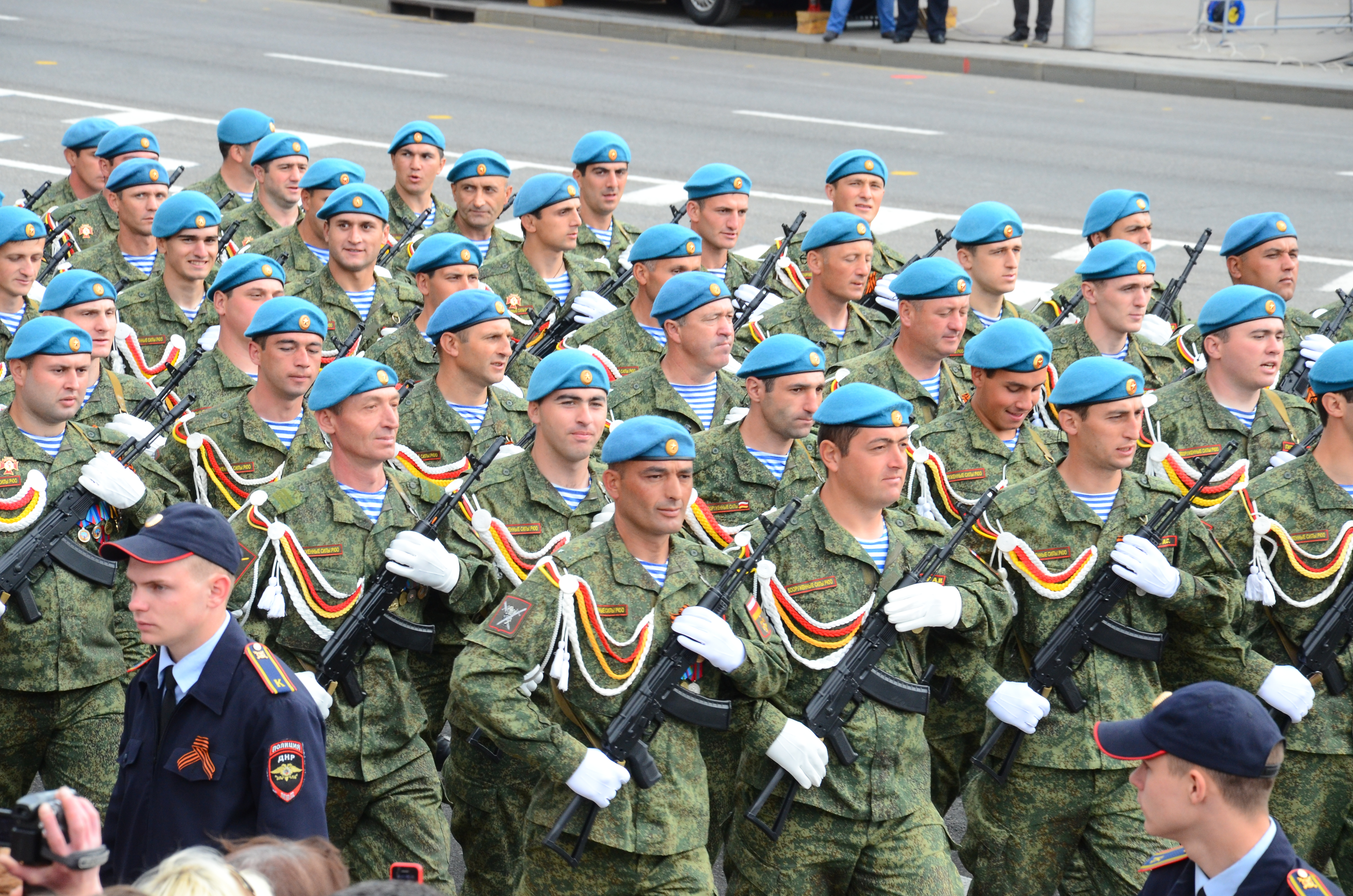
Soldados de Osetia del Sur en Donetsk en 2018. Osetia del Sur mantiene relaciones diplomáticas con la República Popular de Donetsk.

Las fuerzas armadas rusas han establecido la 4.ª Base Militar de la Guardia en Osetia del Sur, que tiene su base en Tskhinvali, con sitios de entrenamiento al norte de la ciudad (Dzartsem) y cerca de Java, una base militar está ubicada en el pueblo de Ugardanta, donde están destacadas las Tropas Aerotransportadas de Rusia. Además, Rusia ha establecido casi 20 bases militares de la guardia fronteriza, en la frontera con Georgia controlada por Tiflis, que están bajo el mando y la responsabilidad del FSB, el Servicio Federal de Seguridad ruso, y tienen la tarea de defender la frontera entre Osetia del Sur y Georgia. Se estima que entre unos 3000 y 3500 militares rusos están desplegados en Osetia del Sur, mientras que se estima que unos 1500 efectivos del FSB están desplegados en las bases de la guardia fronteriza. Según las autoridades de facto de Osetia del Sur, unos 450 ciudadanos de Osetia del Sur están empleados en bases militares rusas.

### Guerra de Ucrania
Las fuerzas armadas han estado participando en la invasión rusa de Ucrania del lado ruso desde marzo de 2022. En marzo, hubo un motín masivo de 300 soldados de Osetia del Sur y el presidente Anatoly Bibilov fue destituido en las siguientes elecciones de mayo de 2022 porque la participación en la guerra en Ucrania y el motín de los soldados se convirtieron en una cuestión electoral. El 26 de marzo de 2022, el presidente Bibilov dijo que Osetia del Sur había enviado tropas para ayudar a Rusia durante la invasión rusa de Ucrania en 2022, afirmando que sus tropas "entienden perfectamente que van a defender a Rusia, también van a defender a Osetia". Aproximadamente una cuarta parte de estas tropas desertaron y regresaron a Osetia del Sur.